# Wallfahrtskirche Maria Seesal

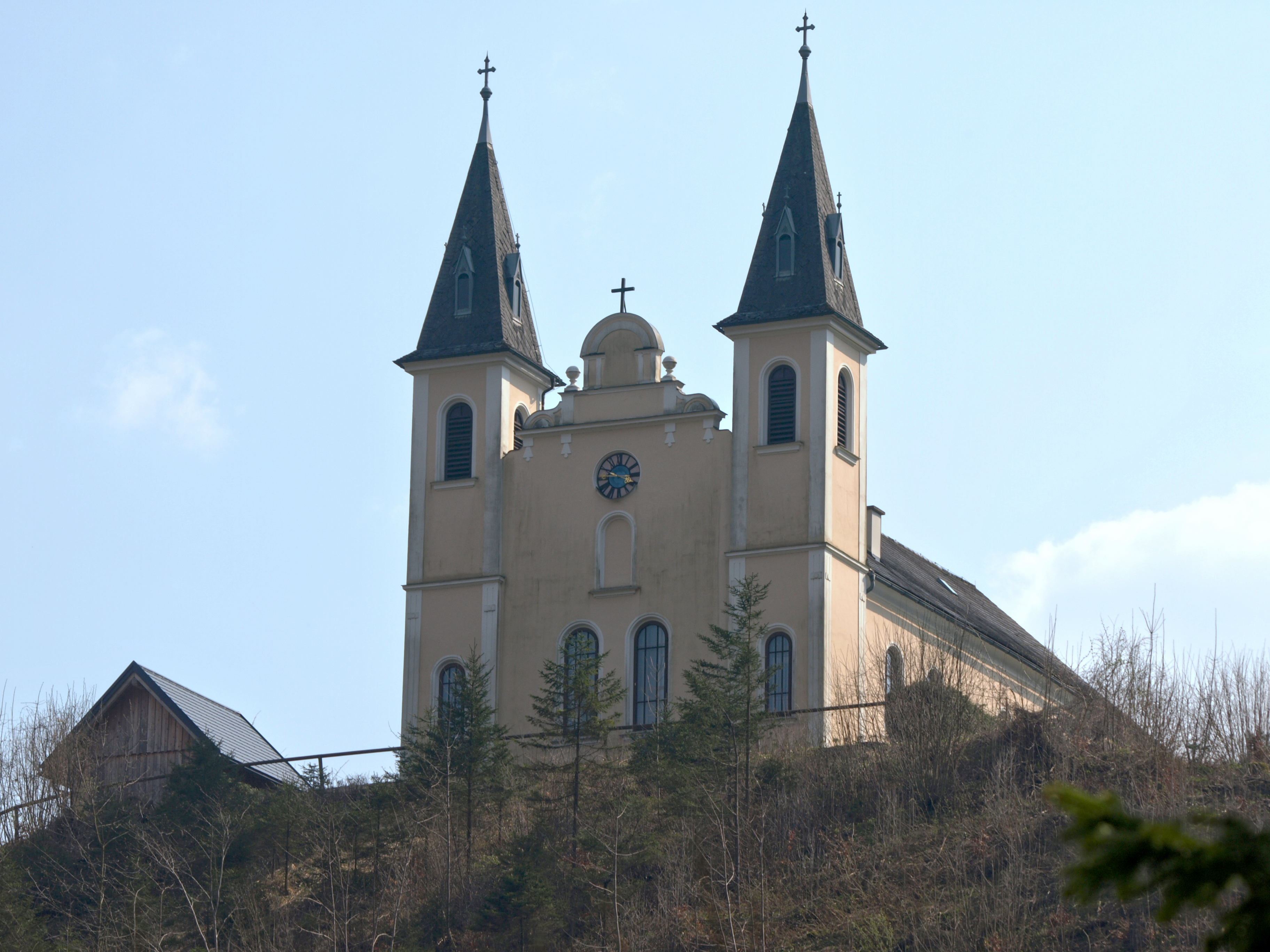
Wallfahrtskirche Maria Seesal in Schwarzois

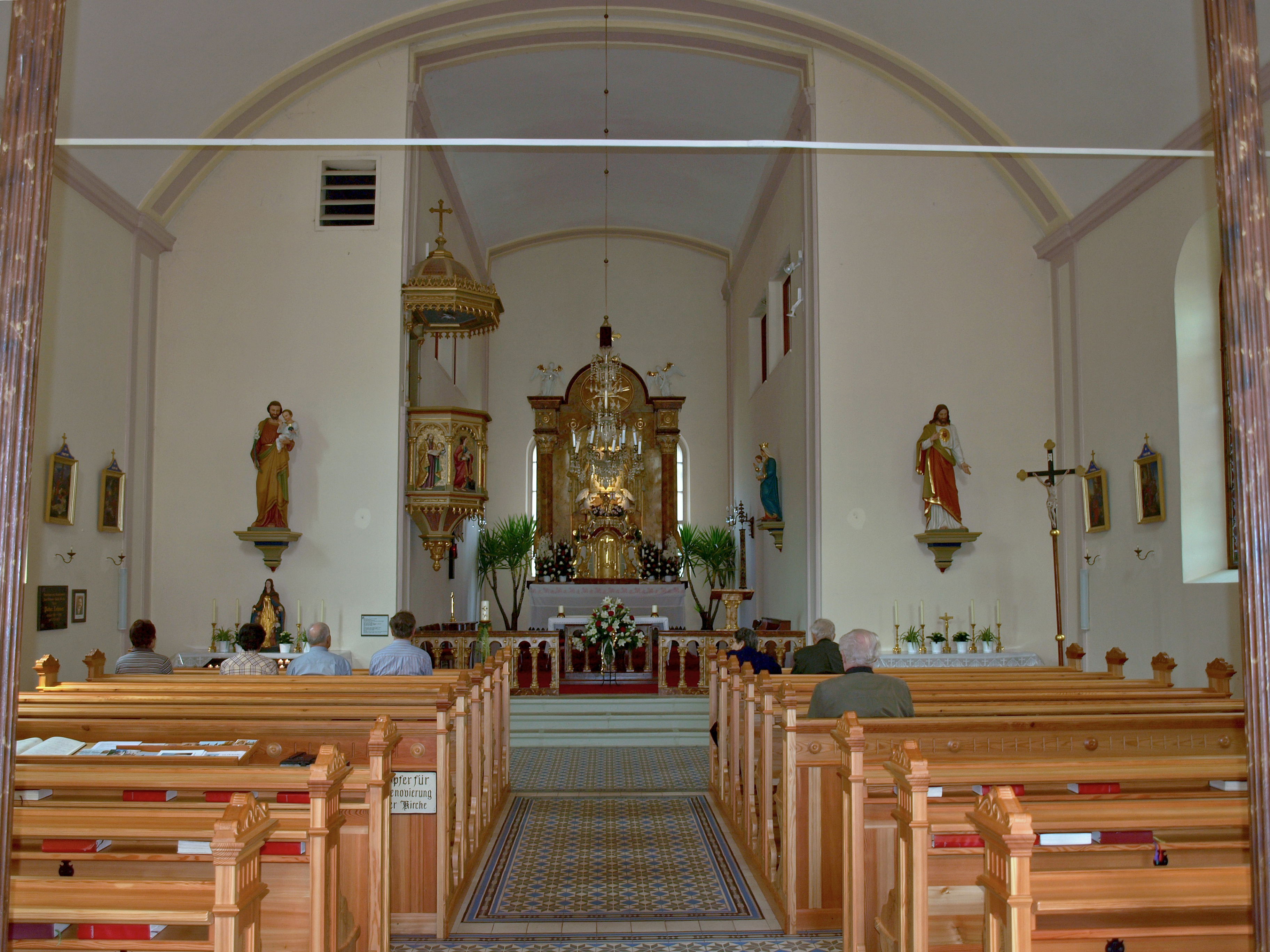
Inneres, Blick zum Altar mit dem Gnadenbild

Die Wallfahrtskirche Maria Seesal steht in der Siedlung Schwarzois in der Marktgemeinde Ybbsitz im Bezirk Amstetten in Niederösterreich. Die der heiligen Maria geweihte römisch-katholische Wallfahrtskirche gehört zum Dekanat Waidhofen an der Ybbs in der Diözese St. Pölten. Die Kirche steht unter Denkmalschutz (Listeneintrag).

## Geschichte
Der Bau der Wallfahrtskirche geht auf Helene Wochner zurück, der 1863 im Traum eine Kirche mit einem Marienbild erschien. Als sie dieses Bild tatsächlich in einer Mühle fand, stellte sie es an einem Berghang auf, wo bald eine Holzkapelle erbaut wurde. 1872 wurde an dieser Stelle, etwa auf halber Höhe der heutigen Wallfahrtskirche, von einem Schmiedemeister aus Ybbsitz eine kleine neobarocke Kapelle aus Stein gestiftet.
Die Nachkommen von Helene Wochner betrieben die Belebung der Wallfahrt, bauten einen großen Gasthof und veranlassten die Errichtung der heutigen Wallfahrtskirche oberhalb der Vorgängerkapelle in den Jahren 1904 bis 1906. Baumeister war Maurermeister Josef Hummer aus Waidhofen an der Ybbs.
Nach dem wirtschaftlichen Scheitern der Gründerfamilie übernahm das k. u. k. Blindeninstitut 1910 die Anlage als Ferieneinrichtung für blinde Kinder.
Die Wallfahrtskirche wurde von 1899 bis 1933 von emeritierten Pfarrern betreut.

## Architektur
Die schlichte späthistoristische Saalkirche auf einer bewaldeten Kogelgruppe vor der Talverengung der Schwarzen Ois erhielt im Osten eine auf Fernsicht konzipierte Doppelturmfassade beziehungsweise Chorseitentürme. Der ungegliederte Kirchenbau hat eine Fassade mit kannelierten Eckpilastern und Rundbogenfenster mit Rundstabprofilierung. Die Türme haben spitze Pyramidenhelme. Der Chor zwischen den Türmen schließt gerade ab und hat einen aufgesetzten neobarocken Blendgiebelaufsatz.
Das Kircheninnere hat einen dreijochigen tonnengewölbten Saalraum mit Gurtbögen, die als Wandvorlagen bis zum Boden geführt wurden. Der stark eingezogene einjochige Chor mit einer flachen Längstonne hat beidseits Nebenräume. Die Orgelempore ist im westlichen Langhausjoch. Die Glasmalerei im Langhaus zeigt die Unbefleckte Empfängnis, den heiligen Ignatius von Loyola und die heilige Agnes vom Maler Eduard Kratzmann. Weitere Glasmalerei zeigt den heiligen Josef und Maria Immaculata.

## Ausstattung
Der Hochaltar als barockes Säulenretabel aus 1740 als ehemaliger Seitenaltar der Basilika Sonntagberg wurde hierher übertragen und zeigt ein gesticktes Madonnenbild und trägt einen Rokoko-Tabernakel aus Mariazell. Die neugotischen Konsolstatuen Madonna, heiliger Josef und Herz Jesu sind aus dem Anfang des 20. Jahrhunderts. Aus Gresten kamen die Luster und Heiligenstatuen. Die neugotische Kanzel hat Evangelistenreliefs. Die Kreuzwegbilder sind in der Art des Albrecht Altdorfer. Die Kirchenbänke haben ein reiches Schnitzwerk.
Die Orgel baute 1984 die Oberösterreichische Orgelbauanstalt St. Florian. Die Glocken wurden 1923 gegossen.